# Pedioscopus quadrimaculatus
Pedioscopus quadrimaculatus är en insektsart som beskrevs av Rauno E. Linnavuori 1960. Pedioscopus quadrimaculatus ingår i släktet Pedioscopus och familjen dvärgstritar. Inga underarter finns listade i Catalogue of Life.